# Neurocrâne
- Jaune : os frontal (1)
- Bleu : os pariétal (2)
- Violet : os sphénoïde (1)
- Orange : os temporal (2)
- Vert : os occipital (1)
- Rouge : os ethmoïde (1)

Le neurocrâne (ou crâne cérébral) forme, avec le viscérocrâne, le crâne. Il entoure et protège l'encéphale et abrite les organes sensoriels pairs dans des capsules (olfactive, optique et auditive).

## Structure
Chez l'être humain, le neurocrâne est généralement considéré comme comprenant les huit os suivants :
- un os ethmoïde ;
- un os frontal ;
- un os occipital ;
- deux os pariétaux ;
- un os sphénoïde ;
- deux os temporaux.